# Die Alive (EP)
"Die Alive" — симфо-роковая по звучанию песня певицы Тарьи Турунен с альбома My Winter Storm. Был выпущен 7 марта 2008 года компанией Universal Music. Видеоклип на эту песню был снят в декабре, а его премьера состоялась в январе следующего года.

## Песня
Это песня, ставшая вторым синглом с дебютного альбома Тарьи, была написана шведским дуэтом поэтов Андресом Вольбеком и Маттиасом Линдблом.

## Видео
Видеоряд для Die Alive значительно мрачнее предыдущего её видеоклипа на песню I Walk Alone и видеоклипов, в которых она ранее снималась, будучи в составе Nightwish.
События происходят в тёмном и мрачном особняке поздно ночью. Видео начинается с показа особняка, по которому бежит собака. Затем мы видим собаку в комнате, сидящей напротив спящей Тарьи. Она просыпается и пытается приласкать пса, но тот её кусает, оставляя кровавую рану, что символизирует предательство и обманутые надежды. Во время прогулки по замку, Тарья обнаруживает комнату, в которой на столе лежит платье, отделанное в чёрных и синих тонах. Очарованная им, она его надевает, причем раны от укуса собаки затягиваются. Возможно, платье является символом новой жизни - символом осознанного выбора. Затем мы видим её уже в другой комнате, поющую и облачённую в это платье.
После Тарья продолжает блуждать по особняку. Она пересекает комнату с тяжёлой дверью, открыв которую, впускает множество крыс. Тарья быстро закрывает дверь.
В окружении восьми собак, Тарья подходит к двери, которая содрогается под напором неизведанной силы. Когда напряжение достигает кульминации, двери отлетают, сорванные огромной силой. Мы видим Тарью снаружи, стоящую посреди груд камней, которые полыхают таинственным голубым пламенем.
Другая Тарья покидает особняк через парадную дверь, выбитую таинственным ветром. Видеоклип заканчивается видом Тарьи, стоящей под дождём, когда начинается буря.

## Список композиций
1. Die Alive (Album Version)
2. Die Alive (Alternative Version)
3. Lost Northern Star (Ambience Sublow Mix)
4. Calling Grace (Full Version)
5. Die Alive (Video)

## Дополнительные источники
- Видеоклип на сайте Youtube Архивная копия от 20 февраля 2019 на Wayback Machine